# Второй завтрак
Второй завтрак — приём пищи в Великобритании и Ирландии, похожий на послеполуденный чай, но употребляемый утром. Он, как правило, менее плотный, чем бранч, и может состоять из торта или бисквита с чашкой кофе или чая.
Английское название elevenses появилось потому, что, как правило, его принимают около 11 часов утра. В ВМС Австралии второй завтрак обычно называют mornos.
В Соединённых Штатах второй завтрак относится к устаревшему обычаю делать поздно утром перерыв для виски.
В Швеции такая традиция в основном популярна у пожилых людей; шведское слово elvakaffe означает «одиннадцать-кофе». Он часто подаётся с каким-нибудь бисквитом, но основной упор делается на кофе. В Западной Фрисландии люди называют подобную еду konkelstik (подается в konkeltoid — подходящее время для konkele — «посещения»).
В чилийской культуре питания подобный приём пищи называют исп. las once — «в одиннадцать часов», но он смещён по времени на вторую половину дня, соответствуя скорее британскому файф-о-клоку.

## В литературе
На второй завтрак Винни-Пух предпочитает мёд, намазанный на хлеб со сгущённым молоком. Медвежонок Паддингтон часто брал второй завтрак в антикварном магазине на Портобелло-роуд, которым управляет его друг мистер Грубер.
В романе «Властелин колец» Дж. Р. Р. Толкина еда на Угощении подавалась «со второго завтрака и до половины седьмого».

## Другие применения
- Elevenses — название марки одежды, продаваемой Anthropologie.